# Oksidi
Oksidi (franc. oxyde, prema grč.: oštar, kiseo) su kemijski spojevi kisika s drugim elementima, a grade ih svi elementi osim plemenitih plinova.

## Osobine
Većina je oksida nestabilna prema niskim temperaturama. Nastaju kao produkti oksidacije drugih minerala, a javljaju se i u stijenama vulkanskog podrijetla. Gospodarski su jedna od najznačajnijih skupina minerala jer uglavnom tvore rude iz kojih se dobivaju metali.
Oksidi čine velik dio Zemljine kore i mnogi su od njih važni minerali, npr.: hematit (Fe2O3), magnetit (FeO x Fe2O3), rutil (TiO2), kasiterit (SnO2), kremen (SiO2), korund (Al2O3), kromit, itd.
Prema broju kisikovih atoma razlikuju se: monoksidi (npr. ZnO), dioksidi (CO2), trioksidi (SO3), itd.,
Prema reakciji s vodom svrstavaju se na okside koji tvore kiseline (ugl. oksidi nemetala kao SO2, P2O5) ili baze (uglavnom oksidi alkalijskih i zemnoalkalijskih metala); neki su oksidi amfoterni, tj. mogu tvoriti i kiseline i baze (Al2O3, oksidi prijelaznih metala), a neki neutralni (CO, NO).
Od svih spojeva na Zemlji su najrašireniji oksidi, a mogu se svrstati prema nekim načelima, npr. prema strukturi ili nekim od kemijskih svojstava. Uobičajeno je razvrstavanje prema kiselo-baznim svojstvima u četiri skupine: kiseli, neutralni, bazični i amfoterni oksidi.
- Kiseli oksidi su oksidi koji s vodom daju kisele reakcije, otapaju se u lužinama ili ih izravno neutraliziraju, a tipični predstavnici su oksidi nemetala su, npr. SO3 i NO2.
- Neutralni oksidi koji ne reagiraju s vodom, ne otapaju se u kiselinama niti u lužinama niti ih neutraliziraju (npr. CO, N2O, NO).
- Bazični oksidi (ili bazni oksidi) koji s vodom daju alkalnu (lužnatu) reakciju, otapaju se u kiselinama ili ih izravno neutraliziraju, a tipični predstavnici su oksidi alkalnih i zemnoalkalnih metala su, npr. Na2O i BaO. Primjer bazičnog oksida je i kalcijev oksid jer s vodom gradi lužinu.

Bazični oksidi većine metala vrlo su slabo topljivi u vodi, stoga se njihovi hidroksidi pripravljaju dodatkom lužine otopini metalnog iona, pri čemu se taloži također teško topljivi hidroksid.
- Amfoterni oksidi koji se, ovisno o uvjetima, mogu otapati u kiselinama i u lužinama, te mogu neutralizirati i kiseline i lužine, a tipični predstavnici su oksidi amfoternih elemenata su, npr. cinkov oksid, i Al2O3.

## Oksidi metala
Oksidi metala ionski su spojevi, koji sadržavaju oksidni anion O2- i uglavnom su bazični i amfoterni. Čine velik dio Zemljine kore i važni su minerali.
Oksidi metala po svojim kiselo-baznim svojstvima mogu općenito biti: kiseli, amfoterni i bazični. Neki prijelazni elementi grade više od jednog oksida svaki. Oksid u kojem je oksidacijski broj dotičnog elemenata manji je kemijski spoj ionskog značaja, a oksid dotičnog elementa u kojem je oksidacijski broj tog elementa veći je kemijski spoj kovalentnog značaja: II IV VII; (MnO MnO2 Mn2O7); bazični oksid - amfoteran oksid - kiseli oksid.
Oksidi alkalijskih i zemnoalkalijskih elemenata (osim berilijeva i magnezijeva oksida) reagiraju s vodom. Reakcijom tih oksida s vodom nastaju hidroksidi metala. Vodene otopine tih hidroksida su jake lužine.

## Oksidi nemetala
Oksidi nemetala su kovalentni spojevi i imaju jednostavne molekule (npr. ugljikov monoksid, ugljikov dioksid, sumporov dioksid) ili tvore ogromne molekularne rešetke (npr. silicijev dioksid).

## Dobivanje
Oksidi se mogu dobiti izgaranjem elemenata u struji kisika ili zagrijavanjem manje stabilnih spojeva s kisikom, kao što su hidroksidi, karbonati, nitrati i oksalati.